# Tigre de Chine méridionale
Panthera tigris amoyensis
Sous-espèce
Répartition géographique
Statut de conservation UICN

 EW 2008 : Éteint à l'état sauvage
Statut CITES
Le tigre de Chine méridionale (Panthera tigris amoyensis) est une sous-espèce de tigre originaire des provinces du Fujian, de Guangdong, d’Hunan, et de Jiangxi dans le Sud de la Chine et qui est classifiée comme espèce en danger critique d’extinction par l’UICN depuis 1996. Elle est probablement éteinte à l’état sauvage, même s’il reste une petite chance pour que certains individus subsistent encore. Dès la fin des années 1990, sa survie à long terme était considérée comme peu probable à cause de la faible densité des proies, de la dégradation et la fragmentation de son habitat et des autres intrusions humaines. Aucun tigre de Chine méridionale n’a été vu à l’état sauvage depuis le début des années 1970, alors que le dernier enregistrement certifié était celui d’un individu mis en captivité par la suite. En 2011, la population totale de tigre de Chine méridionale en captivité s'élevaient à 108 individus dans des programmes d'élevage en Chine et dans un établissement privé en Afrique ; en 2019, la population totale de tigre de Chine méridionale en captivité s'élève à 177 individus.
Depuis les années 1980, le tigre de Chine méridionale est considéré comme un vestige de l’ancêtre commun à tous les tigres, vivant près de ce que l'on pense être leur zone d’origine. Morphologiquement, c’est la sous-espèce de tigre qui se distingue le plus des autres.
Le nom tigre d’Amoy était utilisé dans la traite des fourrures. On l’appelle également le tigre de Chine ou le tigre chinois.

## Caractéristiques
En 1905, le zoologiste allemand Max Hilzheimer décrivait le tigre de Chine méridionale comme aussi haut que le tigre du Bengale, mais ayant un crâne et une fourrure différents.  Leurs canines et leurs molaires sont plus courtes, leur crâne est plus court, leurs cavités orbitaires plus rapprochées et leur processus orbitaire  est plus large. Leur fourrure est plus claire et plus orangée, les rayures sont plus fines, plus nombreuses et plus nettes.
Le tigre de Chine méridionale est une sous-espèce assez petite, mais il est cependant plus grand que les sous-espèces des îles de la Sonde tel que le tigre de Sumatra. Les mâles mesurent entre 230 et 265 cm et pèsent entre 130 et 175 kg. Les femelles sont quant à elles plus petites et mesurent entre 220 et 240 cm et pèsent entre 110 et 115 kg. Chez les mâles, la longueur du crâne peut atteindre entre 318 et 343 mm et chez les femelles entre 273 et 301 mm.

## Répartition
Les crânes décrits par Hilzheimer sont originaires d’Hankou.
La répartition historique des tigres de Chine méridionale s’étend sur un large territoire de 2 000 km d’est en ouest et de 1 500 km du nord au sud de la Chine. À l’est, ils se rencontraient dans les provinces de Jiangxi et Zhejiang et à l’ouest dans celles de Guizhou et Sichuan. Au nord, des Monts Qinling à la région du fleuve Jaune et au sud dans les provinces de Guangdong, Guangxi et Yunnan.

### Déclin de la population
Au début des années 1950, on estimait la population du tigre de Chine méridionale à plus de 4 000 individus à l’état sauvage. C’est à ce moment-là qu’il est devenu la cible des campagnes massives « anti-peste » du gouvernement promulguées par le "Grand Bond en avant" de Mao Zedong. Aux effets de la chasse incontrôlée se sont ajoutés ceux de la vaste déforestation et probablement la diminution des proies disponibles et également la relocalisation massive des populations urbaines vers les zones rurales, menant à la fragmentation des populations de tigres et augmentant ainsi leur vulnérabilité à l’extinction locale. En 1982, seulement 150 à 200 tigres de Chine méridionale subsistaient encore à l’état sauvage selon les estimations.
En 1987, la population restante de tigres de Chine méridionale était estimée à 30-40 individus, le danger d’extinction était donc imminent. Lors d’une étude menée en 1990, des traces de tigres de Chine méridionale ont été découvertes dans 11 réserves dans les montagnes des provinces de Sichuan, Guangdong, Hunan, Jiangxi et Fujian, mais ces données n’étaient pas suffisantes pour estimer la taille de la population. Aucun tigre n’a été directement observé, les preuves se résumaient à des traces, des griffures et des témoignages d’habitants de ces régions.
En 2001, des études ont été menées sur le terrain dans huit zones protégées s’étendant sur un territoire total de 2 214 km2, dans cinq provinces de la Chine centrale et méridionale à l’aide de pièges photographiques, de GPS et d’études étendues de signes de leur présence. Mais aucune trace de tigre n’a été trouvée. Aucune des fumées découvertes sur le terrain n’a pu être prouvée comme appartenant à des tigres. Des espèces pouvant servir de proies aux tigres ont été trouvées dans cinq lieux.
Des habitants de la région ayant rapporté avoir vu des traces dans la Qizimei Mountains Nature Reserve, dans la province du Hubei et dans le comté de Yihuang de la province de Jiangxi, certains individus pourraient toujours subsister à l’état sauvage. En mai 2007, le gouvernement de Chine a indiqué à la CITES qu’il ne pouvait pas confirmer sa présence, et a déclaré vouloir réintroduire le tigre de Chine méridionale dans la Nature.

## Écologie et comportement
Les tigres sont exclusivement carnivores. Ils préfèrent chasser les grands ongulés, se nourrissant fréquemment de sangliers et occasionnellement de cerfs cochons, de muntjacs et de langurs. Les petites proies telles que les porcs-épics, les lièvres et les paons  constituent une toute petite part de leur régime alimentaire. À cause de l’empiètement de l’Homme sur leur territoire, ils se nourrissent également de bétail,.
Le territoire initial des tigres de Chine méridionale comprenait des  muntjacs, des sangliers, des saros, des cerfs huppés et des sambars.
La plupart du temps, les tigres s’approchent au maximum de leur victime par le côté ou par derrière et l’attrape par la gorge pour la tuer. Ils trainent ensuite la carcasse à l’abri, parfois sur plusieurs centaines de mètres, et s’en nourrissent. Leur façon de chasser et la disponibilité des proies font qu’ils passent souvent d’une abondance de viande à la famine : ils consomment donc entre 18 et 40 kg de viande à la fois.

## Conservation
En 1973, les tigres de Chine méridionale étaient classifiés comme protégés par une chasse contrôlée. En 1977, ils étaient classifiés comme protégés et il était interdit de les chasser.
Les tigres sont inscrits sur l’Annexe I de la CITES, qui interdit le commerce international. Les pays et États sur lesquels s’étend le territoire des tigres et dans lesquels il existe un marché de consommation ont également banni le marché domestique.
L’organisation non gouvernementale Save China’s Tigers, avec le soutien de l’Administration forestière chinoise, a mis au point un plan pour réintroduire les tigres de Chine méridionale nés en captivité dans de grands enclos au sud de la Chine. Le principal obstacle à leur réintroduction concerne la disponibilité d’un habitat approprié et de proies adéquates, ainsi que la forme physique de la population en captivité. Il sera nécessaire de protéger leur habitat naturel et d’augmenter le nombre des populations d’herbivores dont ils se nourrissent. L’objectif final envisagé est de constituer au moins trois populations, chacune d’entre elles étant constituée d’au moins 15 à 20 tigres vivant sur un territoire naturel de 1 000 km2. Des études sur le terrain et des séminaires ont été menés de façon coopérative afin d’identifier des sites de réintroduction appropriés.
Lors de la 14e conférence des parties à la CITES en 2007, l’arrêt de l’élevage en captivité des tigres et du commerce de leurs produits dérivés en Chine ont été demandés.

### En captivité

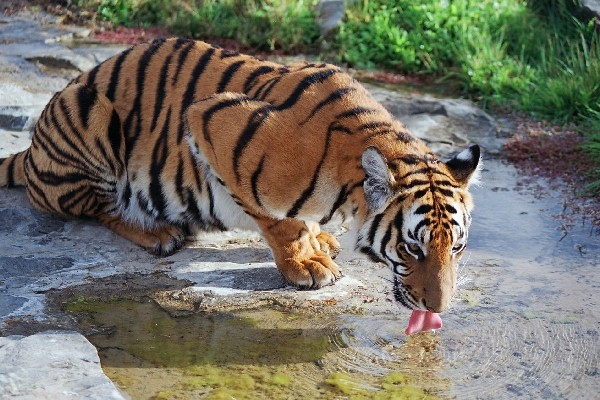
Tigre de Chine méridionale en captivité

À partir du mois de mars 1986, 17 zoos chinois gardaient 40 tigres de Chine méridionale pure race dans leurs collections, dont 23 mâles et 14 femelles qui étaient nés à l’état sauvage. Tous étaient des descendants de la troisième ou quatrième génération d’une femelle sauvage de Fujian et de cinq tigres de Guizhou. Des problèmes notables venaient du manque d’équilibre entre le nombre de mâles et de femelles et des couples qui étaient mal accordés.
En 2005, la population captive de tigres de Chine méridionale était constituée de 57 individus montrant des signes de consanguinité, dont une diversité génétique réduite et un faible taux de reproduction réussie. En 2007, la population captive totale était constituée de 72 individus ; quelques tigres se trouvant hors de Chine. Peu d’entre eux semblent être des tigres de Chine méridionale pure race étant donné que l’on peut trouver des preuves génétiques de croisement avec d’autres sous-espèces.
Un tigron est né dans une réserve d’Afrique du Sud en novembre 2007, il était le premier à être né en dehors de la Chine. Depuis, plusieurs tigrons ont vu le jour.
Les tigres de Chine méridionale en captivité en Chine sont désormais tous consignés dans un studbook central. Avant la création d’un studbook, on pensait que cette population captive ne comptait pas assez d’individus et manquait de diversité génétique pour qu’un programme de repeuplement puisse être un succès, mais depuis le début de l’enregistrement central, de plus en plus de tigres de Chine méridionale ont été identifiés dans les zoos de Chine.

## Réintroduction

### Projet de réintroduction en Afrique du Sud

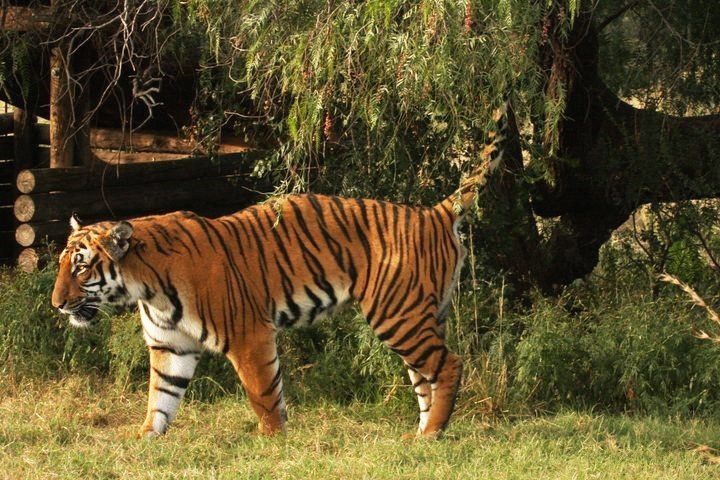
Un tigre mâle de Chine méridionale du projet Save China's Tigers marquant son territoire

L’organisation Save China’s Tigers, en association avec le Wildlife Research Centre de l’Administration forestière chinoise et le Chinese Tigers South African Trust, est parvenu à un accord concernant la réintroduction des tigres de Chine méridionale dans la nature. L’accord, signé à Pékin le 26 novembre 2002, demande la mise en place d’un modèle de conservation du tigre de Chine méridionale, par le biais de la création d’une réserve pilote en Afrique du Sud où la vie sauvage indigène, y compris le tigre, sera réintroduite. Save China’s Tigers a pour objectif de réintroduire l’espèce en danger critique d’extinction en amenant quelques individus en captivité en Afrique du Sud pour leur fournir en entrainement afin qu’ils se réhabituent à la vie sauvage et qu’ils retrouvent leur instinct de chasse. Parallèlement, une réserve pilote est montée en Chine et les tigres y seront relocalisés et relâchés lorsqu’elle sera prête. Les petits des tigres entrainés seront relâchés dans la réserve pilote de Chine, tandis que les parents resteront en Afrique du Sud pour continuer à se reproduire.
L'Afrique du Sud a été choisie car elle peut fournir l’expertise et les ressources : le territoire et le gibier aux tigres. Les tigres de Chine méridionale du projet ont été réhabitués à la vie sauvage avec succès et sont capables de chasser et d’assurer leur propre survie. Ce projet rencontre également beaucoup de succès en ce qui concerne la reproduction de ces tigres réintroduits : 14 tigrons sont nés dans le cadre du projet et 11 ont survécu. Ces tigrons de la deuxième génération devraient être capables d’acquérir leurs techniques de survie directement de leurs mères entraînées avec succès.
On espérait qu’en 2012 la première deuxième génération de tigres nés en Afrique du Sud pourrait être relâchée dans la nature.

### Réactions au projet
Les principaux défenseurs de l’environnement ne sont pas impressionnés. Le WWF a déclaré que l’argent était mal dépensé et que les chances de survie du tigre de Sibérie étaient meilleures.
Récemment, les scientifiques ont confirmé le rôle de la réintroduction de populations captives pour sauver le tigre de Chine méridionale. Un séminaire a été animé en octobre 2010 dans la Laohu Valley Reserve en Afrique du Sud afin d’évaluer les progrès du programme d’entrainement et de réintroduction de Save China’s Tigers. Parmi les experts présents on comptait le Dr Peter Crawshaw du Centro Nacional de Pesquisa e Conservacão de Mamiferos Carnivoros, Cenap/ICMBIO, le Dr Gary Koehler, le Dr Laurie Marker du Cheetah Conservation Fund (en), le Dr Jim Sanderson de la Small Wild Cat Conservation Foundation, le Dr Nobuyuki Yamaguchi du département des sciences biologiques et environnementales de l’université du Qatar et le Dr David Smith de l’université du Minnesota mais également des scientifiques du gouvernement chinois et des représentants de Save China’s Tigers.
Les tigres en question étaient nés en captivité, dans des cages, et leurs parents sont tous en captivité et incapables de se nourrir eux-mêmes dans la nature. Les tigrons ont été envoyés en Afrique du Sud dans le cadre du projet Save China’s Tigers afin de les réhabituer à la vie sauvage et de s’assurer qu’ils réintègreraient les compétences nécessaires à un prédateur pour survivre dans la nature.
Les résultats du séminaire ont confirmé l’importance du South China Tiger Rewilding Project pour la conservation du tigre. « Ayant vu les tigres chasser dans un environnement ouvert à la Laohu Valley Reserve, je crois que ces tigres réhabitués à la vie sauvage sont capables de chasser dans n’importe quel environnement », a fait remarquer le Dr David Smith. De plus, Save China’s Tigers a rétabli l’habitat naturel à la fois en Chine et en Afrique du Sud durant sa tentative de réintroduction du tigre de Chine méridionale dans la nature.
L’objectif de préparer les tigres nés en captivité au milieu sauvage de Chine dans lequel ils vivaient autrefois semble tout à fait possible dans un futur proche selon le succès du programme de réintroduction.

### Création de réserves en Chine
Depuis 2001, l’équipe sud-africaine de Save China’s Tigers travaille avec l’Administration forestière chinoise à l’identification de sites pour la réintroduction des tigres de Chine méridionale réhabitués à la vie sauvage. Neuf sites de quatre provinces différentes ont été étudiés sur la base de 36 paramètres écologiques. Deux sites candidats ont été sélectionnés à Jiangxi et Hunan au début de l’année 2005. L’Administration forestière a donné son accord fin 2005. Grâce aux progrès remarquables du projet de Save China’s Tigers en Afrique du Sud, les autorités chinoises étaient encore plus motivées et ont décidé de rechercher des sites dans les réserves naturelles, dans lesquelles il y aurait moins de problème de relocalisation des populations humaines, afin d’accélérer le retour du tigre de Chine méridionale. Au début de l’année 2010, une équipe de scientifiques gouvernementaux a identifié un site de test et trois sites finaux, qui attendent désormais l’accord du département du gouvernement central concerné. L’équipe de scientifiques de Save China’s Tigers travaille avec les autorités chinoises à la préparation de clôtures, de réapprovisionnement des proies et de mise en place d’une expertise en gestion de tigre et de vie sauvage.

## Preuves possibles de la survie du tigre de Chine méridionale
Le 5 octobre 2007, un tigre supposé être un tigre de Chine méridionale a attaqué une vache et le 13 septembre, le corps d’un ours noir d’Asie qui aurait pu être tué et dévoré par un tigre de Chine méridionale a été découvert. Les deux attaques se sont déroulées à Ankang.
En octobre 2007, un chasseur a publié plusieurs clichés d’un tigre de Chine méridionale qu’il disait avoir été pris dans les montagnes Daba (en). Un mois après cela, le poster d’un tigre a fait surface. Cela a déclenché une controverse au sujet de l’authenticité des photos qui auraient pu être des copies du poster. Cependant, après analyse de toutes les photos, il a été conclu que le tigre des clichés était un objet animé en trois dimensions, suggérant ainsi qu’un tigre vivant a été photographié dans la montagne. En comparant le poster avec les photos, on s’est aperçu que le poster était un faux et qu’il était en fait une copie modifiée des photos. Bonne nouvelle : le tigre de Chine méridionale n’était pas éteint.
Un villageois d’Ankang de la province de Shaanxi a déclaré avoir risqué sa vie en prenant plus de trente photos digitales d’un tigre. Le Bureau forestier de la province de Shanxi a par la suite tenu une conférence de presse, soutenant les dires de Zhou. Si cela avait été vrai, cela aurait été la première preuve depuis 1964 de l’existence de tigres de Chine méridionale à l’état sauvage dans les montagnes Qinba de la province de Shaanxi,.
Cependant, beaucoup se sont mis à douter de l’authenticité de ces photos. Un habitant de Panzhihua a remarqué que le tigre qu’il avait en poster chez lui ressemblait grandement à celui des photos de Zhou, jusqu’aux détails des rayures de l’animal. Le concepteur du poster a été identifié comme étant le Yi Wei Si Poster and Packaging Company de la province de Zhejiang, qui avait publié l’image cinq ans auparavant,. Dans une déclaration faite le 23 novembre 2007, le Bureau forestier de la province de Shaanxi a indiqué qu’ils étaient toujours « intimement convaincus » que des tigres de Chine méridionale étaient encore présents dans la province. Cependant, le 4 février 2008, le Bureau forestier de la province de Shaanxi a présenté ses excuses au sujet de ses précédentes déclarations mais sans toutefois renier l’authenticité des photos en déclarant : « Nous avons immédiatement publiée la découverte du tigre de Chine méridionale sans avoir de preuves concrètes, ce qui fait état de notre maladresse et de notre manque de discipline ». Néanmoins, la déclaration ne précisait pas si le Bureau continuait de penser que la photo était authentique.
En juin 2008, les autorités ont annoncé à la presse qu’elles avaient la preuve que toutes les photos qui avaient été publiées étaient falsifiées, et que les officiers qui avaient été liés à ces publications avaient été punis, et même dans certains cas retirés de leurs postes. Le photographe, Zhenglong Zhou, a été arrêté pour suspicion de fraude. Ceci a officiellement mis fin au scandale autour du tigre de Chine méridionale mais les inquiétudes du public concernant la corruption au sein du Bureau et du gouvernement de Shaanxi pourraient perdurer. Beaucoup pensent que Zhou n’était qu’un pion, et que les officiers locaux rassemblant des fonds du gouvernement central au nom de la recherche et de la préservation du tigre et attirant les touristes dans la région sont ceux qui tirent les ficelles.
Bien que le gouvernement de Shaanxi ait officiellement reconnu la fraude, certaines personnes pensent toujours que Zhenglong Zhou a risqué sa vie et a découvert la preuve que le tigre de Chine méridionale existe toujours à l’état sauvage. Liyuan Liu, professeur à l’université de Pékin, a déclaré qu’il ne croirait jamais que les photos aient été falsifiées. Il a ajouté que Zhenglong Zhou n’avait pas pu prendre les photos des empreintes en utilisant les accessoires de la police de Shaanxi. La première personne qui avait déclaré avoir trouvé le poster a indiqué l’avoir acheté avant le printemps 2001. De plus, de nombreuses preuves indiquent que le tigre de la photo de Zhou bougeait.